# جانی گارگانو
جانی گارگانو (انگلیسی: Johnny Gargano؛ زادهٔ ۱۴ اوت ۱۹۸۷) کشتی‌گیر کشتی حرفه‌ای اهل ایالات متحده آمریکا است.